# China International Marine Containers
Die China International Marine Containers (Group) Co., Ltd.  (kurz: CIMC) ist ein chinesisches Unternehmen mit Sitz in Shenzhen.
Das 1980 gegründete Unternehmen hat sich vor allem auf die Produktion von Containern sowie Aufliegern spezialisiert und ist in beiden Bereichen weltweiter Marktführer. Es wird hauptsächlich von der chinesischen Reederei Cosco sowie dem chinesischen Logistikanbieter CMHI kontrolliert.
2007 übernahm CIMC den niederländischen Nutzfahrzeughersteller Burg. Dessen Produktionsstätte wurde unter dem Markennamen Silvergreen von Pijnacker kurzzeitig nach Günzburg in Deutschland verlegt, wird seit 2015 jedoch dauerhaft in Gdynia in Polen betrieben, während die europaweite Verwaltung ihren Standort in Illertissen hat.
2012 übernahm CIMC darüber hinaus den deutschen Brauereianlagenhersteller Ziemann aus dessen geplanter Insolvenz. Im Jahr darauf erfolgte zudem die Übernahme des insolventen deutschen Feuerwehrausrüsters Ziegler.